# Георги Любенов
Вижте пояснителната страница за други личности с името Георги Любенов.
Георги Любенов е български журналист и телевизионен водещ.

## Биография
Роден е на 25 февруари 1976 г. в София. През 2000 г. завършва българска филология в Софийския университет, а през 2006 г. – театрознание в НАТФИЗ „Кръстьо Сарафов“. През 1993 г. попада в Младежката редакция на БНР, където води предаване за учениците по програма „Христо Ботев“, а от 1996 г. е водещ в програма „Хоризонт“ на редица предавания: „Супер събота“, „Хора, пътища, автомобили“, „Нощен Хоризонт“, „Хоризонт за вас“. 10 години е водещ на обедното предаване „12+3“. Водещ е и на новините по програма „Хоризонт“ и „Радио София“. През 2007 г. е главен редактор на регионалното "Радио София".
Телевизионният му опит започва в БНТ през пролетта на 1998 г., когато Люба Кулезич го кани за лице на кинопредаването „24 квадрата“, на което е водещ повече от 3 г. На 1 март 2002 г. се излъчва брой първи на радио-тв предаване „Полет над нощта“, на което Жоро Любенов е автор и водещ близо 6 г. Негов режисьор е Хачо Бояджиев. От 1 ноември 2007 г. е част от екипа на ТВ2, където е главен редактор „Публицистика“, а от 1 март 2008 г. е водещ на предаването „Параграф BG“. От 2009 г. е водещ на новините по телевизия Pro.BG. След 2011 г. е водещ на емисиите „По света и у нас“ в БНТ. Водещ е на предаването „Денят започва с Георги Любенов“ по БНТ 1 от 2012 г., а през 2023 г. в програмата на обществената телевизия е включено второ предаване, в което до февруари 2024 г. изпълнява същата роля – „Вечерното шоу“.